# 아스콜리피체노도

아스콜리피체노도의 위치

아스콜리피체노도(이탈리아어: Provincia di Ascoli Piceno)은 이탈리아 마르케주의 도다. 도청 소재지는 아스콜리피체노이다. 면적은 1,228 km2, 인구는 212,846(2008)이다.

## 같이 보기
- 아스콜리피체노